# 東京都健康安全研究センター

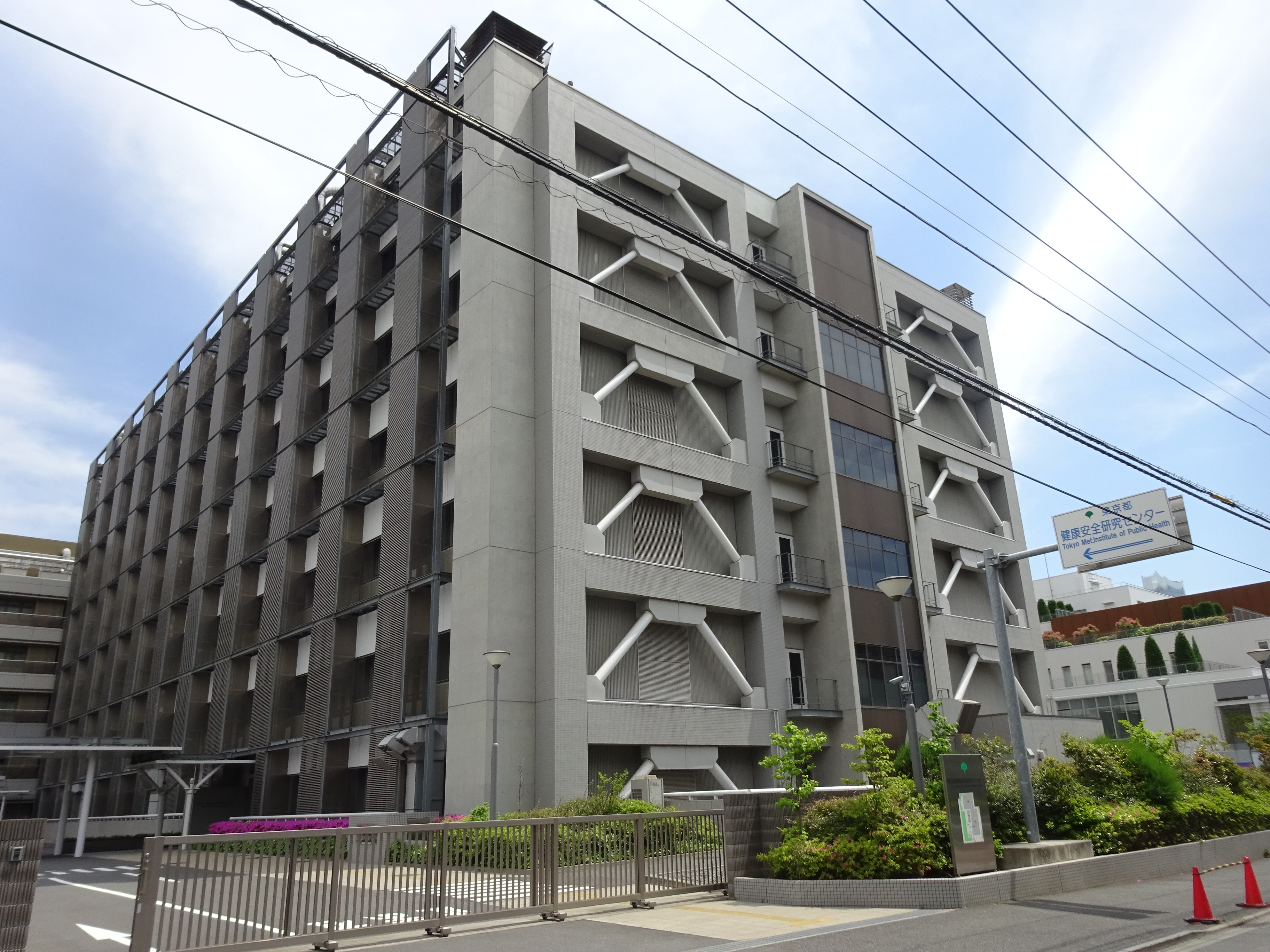
東京都健康安全研究センター

東京都健康安全研究センター（とうきょうとけんこうあんぜんけんきゅうセンター）は、東京都新宿区百人町にある地方衛生研究所である。略称は健安研（けんあんけん）。

## 概要
東京都民の生命と健康を守る科学的・技術的拠点として、試験検査、調査研究、研修、公衆衛生情報の解析・提供及び監視指導を行っている。1949年（昭和24年）設置の都立衛生研究所単独組織であったが、2003年（平成15年）に健康安全研究センターを設置し、食品指導センターや薬事衛生事務所などと統合した。

## 組織
- 企画調整部 - 管理課、健康危機管理情報課
- 広域監視部 - 食品監視第一課、同二課、薬事監視指導課、医療機器監視課、建築物監視指導課
- 微生物部 - 食品微生物研究科、病原細菌研究科、ウィルス研究科
- 食品科学部 - 食品成分研究科、食品添加物研究科、残留物質研究科
- 薬事環境科学部 - 医薬品研究科、環境衛生研究科、生体影響研究科
- 精度管理室

## 歴史
東京都健康安全研究センター沿革より：
- 1949年（昭和24年）3月 - 厚生省通達「地方衛生研究所に関する設置要綱」により、都立衛生研究所を設置。
- 1993年（平成10年）5月 - 別館竣工。
- 2003年（平成15年）4月 - 健康安全研究センターを設置。都立衛生研究所、食品指導センター、中部薬事衛生事務所、東部薬事衛生事務所、薬用植物園、市場衛生検査所多摩6出張所を統合。
- 2012年（平成24年）3月末 - 多摩支所廃止。同所は4月1日より、健康安全研究センター広域監視部食品監視第二課。

5月 - 本館竣工。
6月4日 - 広域監視部食品監視第一課、薬事監視指導課、医療機器監視課、建築物監視指導課が本所へ移転
- 2016年（平成28年）2月22日 - 広域監視部食品監視第二課が仮庁舎（東京都立川保健衛生仮庁舎内）へ移転。2020年（令和2年）末までの予定。

## 所在地
- 本所 - 東京都新宿区百人町3丁目24番1号
- 広域監視部食品監視第二課（旧多摩支所）（仮庁舎） - 東京都立川市羽衣町2丁目63番
- 薬用植物園 - 東京都小平市中島町21-1

## アクセス
- 本所 - JR中央・総武線　大久保駅　北口　徒歩約8分（約500 m）または JR山手線　新大久保駅　徒歩約10分（約800 m）
- 広域監視部食品監視第二課（仮庁舎） - JR南武線　西国立駅　徒歩約9分
- 薬用植物園 - 西武拝島線　東大和市駅　徒歩2分　または JR立川駅北口から西武バス「都立薬用植物園前」下車　徒歩2分